# Domovoi
Domovoi - Домовoй (rus) - és la deïtat de la llar, que té cura de tota la família que viu a la casa, segons la mitologia eslava. És molt normal parlar de domovois, en plural (la paraula correcta seria domovïe), atès que poden comprendre deïtats diferents i diverses.

## Cristianisme
Amb l'abolició del paganisme el 988, el cristianisme el convertí en un ens negatiu. També se'l considera que en els temps primitius el Domovoi era el déu del foc de la casa, i probablement déu benèvol que s'oposava al Diable.
A la cristiandat el Domovoi adquireix una aparença esquiva, i es comença a percebre com una força impura i que pot ser malèvola a la casa. Es converteix en la font de problemes i de confusions domèstiques.
No s'han conservat noms especials per als déus domovois, però alguns d'ells semblen Txur, Tsur i Pek.

## Característiques del Domovoi
A Ucraïna es considera el Domovoi com l'esperit que viu al costat del foc, defensa la família, però el seu disgust porta mala sort i malastrugança.
Es diu que el Domovoi sembla un nen, amb peus de cabra, pantalons vermells, barret en forma de corn amb un tub llarg. Els domovois (la forma plural correcta és domovïe) són masculins, petits, de vegades totalment coberts de pèls. D'acord amb algunes tradicions, el Domovoi pren l'aspecte dels actuals o antics habitants de la casa, i té una barba grisa, de vegades amb cues o amb corns.
En algunes llegendes se'l descriu com un gos o com un gat. No li agrada generalment els miralls ni la gent que dorm prop de les seves portes.

## Tradició ucraïnesa
A la tradició ucraïnesa es considera el Domovoi com un reputat avantpassat de la família, amb un aspecte bonàs, que remarca el caràcter de comoditat i benestar. Els camperols creien en ell, i creien que els ajudava a fer el foc i a tenir cura de la casa. Hi ha llegendes en què els habitants obtenien domovois per a ells mateixos: prenent un ou petit de gallina, col·locant-lo sota un ratolí i portant-lo durant nou dies. El desè dia el nou domovoi seria un servent a la voluntat de l'amo de la casa.
La tradició diu que tota casa té un Domovoi. No es converteix en dimoni a menys que se'l faci enfadar amb un mal manteniment de la casa o un llenguatge barroer. Es veu el Domovoi com un guardià de la casa, tradicionalment se'l tracta com un membre de la família, encara que ningú no el pugui veure.

## Variacions del nom
- Belarús: Дамавiк - Damavik
- Búlgar: Стопанин - Stopanin
- Croat: Domaći
- Txec: Dědek
- Polonès: Domowik
- Rus: Домовой - Domovoi
- Serbi: Домаћи - Domaći
- Eslovè: Domovoj
- Eslovac: Domovik
- Ucraïnès: Домовик - Domovik